# Orde dels Germans de Betlem
L'Orde dels Germans de Betlem, en llatí Ordo Fratrum Bethlemitarum i fundat com a Orden de los Hermanos de Belén, és un orde mendicant de l'Església Catòlica, fundat a Guatemala per Sant Pere Betancur en 1658. Els seus membres es coneixen com a betlemites i feien servir les sigles O.F.B. Els Betlemitas va ser la primera orde religiós nascuda a Amèrica.

## Història
Va ésser fundat en 1658 a Santiago de los Caballeros (avui Antigua Guatemala), capital de Guatemala. Pedro de San José Betancur era un frare canari del Tercer Orde Secular de Sant Francesc que, en arribar com a missioner a Guatemala, va fundar un hospital per tenir-hi cura dels malalts i pobres, al qual s'afegí una escola, un taller, infermeria, hospici, etc. Per atendre aquest hospital va constituir una confraria per l'evangelització dels indis i l'assistència als pobres, malalts i nens abandonats. També s'ocupà de prestar atenció als presos. Va rebre el suport del noble Rodrigo Arias Maldonado y Góngora, fill del governador de Costa Rica, que ingressaria en la confraria amb el nom de Rodrigo de la Cruz. La corona espanyola va aprovar la fundació de l'Hospital de Nuestra Señora de Belén, el 2 de maig del 1667. La comunitat era coneguda com els Germans de Betlem o Congregació dels Betlemites de les Índies Occidentals.

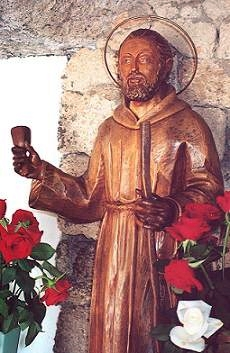
Pedro Betancur, fundador de l'Ordre.

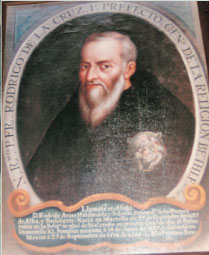
Rodrigo de la Cruz, segon superior i persona fonamental en la consolidació de l'orde, amb l'hàbit.

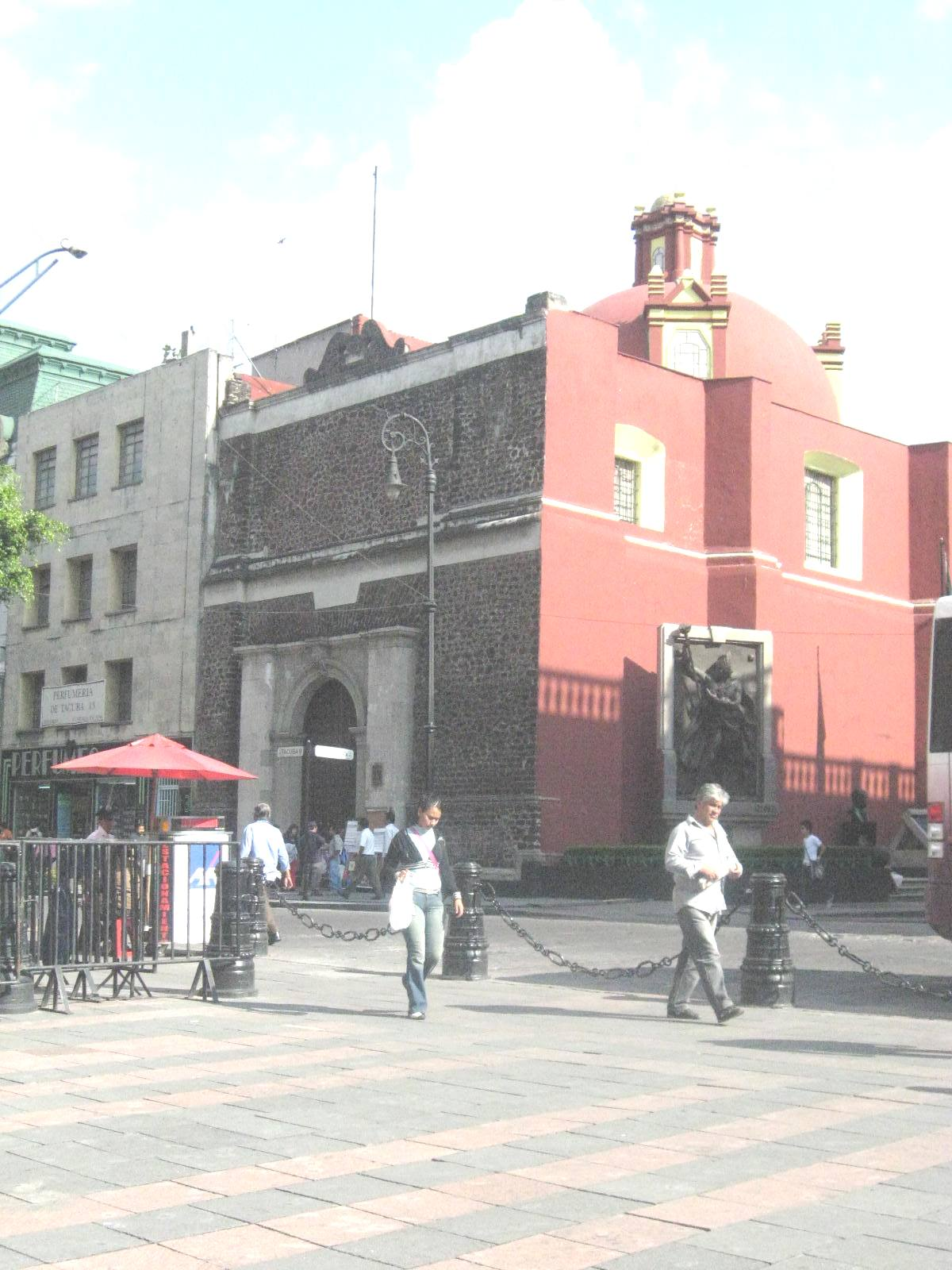
Colegio Militar (Mèxic), antic hospital betlemita.

Betancur va morir el mateix any, i Rodrigo de la Cruz, el seu successor al front de la comunitat fins a la seva mort en 1716, va consolidar-la escrivint-ne unes constitucions que van ésser aprovades pel bisbe Payo de Rivera el 25 de gener de 1668 i per Climent X el 2 de maig de 1672, però limitant-los a la ciutat de Guatemala. Per evitar conflictes amb l'Orde de Sant Francesc, de la que, com a terciaris franciscans que eren els membres de la confraria, depenien, es van constituir com una confraria de seglars que vivia en comunitat, amb un hàbit diferent al franciscà. Així, el 15 d'octubre de 1667 els frares van vestir un nou hàbit similar al franciscà, però de color pard com el carmelita; els primers germans van ésser Rodrigo de la Cruz, Agustín de San José i Francisco de la Trinidad. Posteriorment, al costat esquerre de la capa es posà una petita placa metàl·lica amb la nativitat de Crist. A imitació dels eremites, els betlemites no podien afaitar-se la barba.
A més de la seva activitat, la comunitat va estendre la devoció a les ànimes del Purgatorim fundant ermites i capelles on feien misses per les ànimes dels morts i recomanant contínuament la pregària per elles. També destacà la devoció envers la Mare de Déu; en 1654, Pere Betancur havia fet un vot de defensa de la Immaculada Concepció.
En 1672, Rodrigo de la Cruz fundà a Lima l'Hospital del Carmen, fent-se'n càrrec; en 1674, els germans fundaren a Mèxic l'Hospital de San Francisco Javier, amb una escola. De mica en mica, els betlemites s'estengueren per la regió, fundant hospitals a: Cajamarca (Hospital de Chachapoyas, 1674), Trujillo, Cuzco, Potosí, Quito, l'Havana, Canèries, Buenos Aires, Popayán, Santiago de Cuba, Puebla, Guadalajara, Guanajuato, Dajaka, Veracruz, Santiago de Xile i Guatemala la Nueva (1660).
També sota Rodrigo de la Cruz es va aconseguir que la confraria esdevingués un orde religiós de tipus mendicant, sota la Regla de Sant Agustíi amb el nom d'Orde dels Germans de Nostra Senyora de Betlem. L'orde va ésser aprovat per Innocenci XI per butlla del 26 de març de 1687 i, definitivament, per Climent XI el 3 d'abril de 1710. Des de 1687, tenia els mateixos privilegis que l'Orde de Sant Agustí i a partir de 1707, hi afegí els privilegis dels ordes mendicants, els camils i els Hospitalers de la Caritat de Sant Hipòlit. Als vots habituals, els betlemites afegiren un quart vot de cura dels malalts, fins i tot arriscant la pròpia vida.
La seva activitat desinteresada els va fer populars i estimats entre la població, particularment arran del seu paper actiu durant les epidèmies de 1736. Cap al final del segle xviii, l'institut comptava amb dues províncies: la del Perú, amb 22 cases, 253 frares i atenien uns 1300 malalts, i la de Nova Espanya (Mèxic i Centramèrica), amb onze cases. La germandat va, sobretot, atendre dues necessitats: l'assistència sanitària en hospitals i la instrucció en escoles gratuïtes per a nens pobres.

### Supressió i restauració
Al final del segle xviii i començament del XIX, la crisi de l'església americana que implicaren les lluites d'independència dels estats hispanoamericans van afectar l'estabilitat de l'orde. La baixada de vocacions i la legislació anticlerical va fer que l'orde fos suprimit en 1821, quan tenia, només a Mèxic, on hi havia la residència del superior general, més de vint hospitals i deu escoles. La supressió, decretada per les Corts de Cadis, va tenir com a motiu que els frares van deixar que els conspiradors independentistes es reunissin a convents de l'orde.
El 1984 el papa Joan Pau II va autoritzar la restauració de la branca masculina, impulsada per la Fundación Obras Sociales del Hermano Pedro. El decret de restauració, del 16 de gener, nomenava superior Luis Álvarez García. Dos anys després, el 25 d'abril de 1986, van professar els primers religiosos betlemites. La seu de l'orde és La Laguna (Tenerife), on hi ha el superior i la casa de formació.

## Branca femenina
El 1668, poc després de la mort de Pere Betancur, dues vídues pietoses, Agustina Delgado de Mesa i la seva filla Mariana de Jesús, s'oferiren per a servir als malalts a l'hospital de Belén; acceptades per Rodrigo de la Cruz, començaren a viure a una casa a la vora, seguint la mateixa regla que els frares. En 1671 Rodrigo de la Cruz va nomenar Agustina primera abadessa de la comunitat de monges betlemites que tindrien cura d'un hospital exclusivament per a dones; eren de clausura i observaven la mateixa regla que els frares. Un breu pontifici de Climent X, del 3 de març de 1674, va confirmar els nous estatuts reformats, on ja s'esmentava la branca femenina de l'orde. Com la masculina, també van desaparèixer el 1821.
El 1861, la religiosa guatemalesa Encarnación Rosal (Quezaltenango, 1815-1886), que havia fet la seva professió religiosa de mans de l'últim frare betlemita viu, va restaurar la branca femenina de l'orde, fundant la congregació de les Filles del Sagrat Cor Betlemites, dedicada a l'ensenyament i l'assistència social.
- Article principal: Betlemites Filles del Sagrat Cor de Jesús

## Actualitat i difusió
Al final de 2005, l'orde restaurat comptava amb dos monestirs (a La Laguna i Antigua Guatemala) i set frares.